# Barbara Teiber
Barbara Teiber (nascida a 5 de Agosto de 1977) é uma sindicalista e política austríaca do Partido Social-Democrata. Foi eleita membro do Conselho Nacional nas eleições legislativas de 2024, e desempenha funções como presidente do Sindicato dos Empregados do Sector Privado, Impressão, Jornalismo e Papel desde 2018.